# Lucia Sauca
Lucia Sauca, po mężu Toader (ur. 30 września 1963 w Coroiești, zm. w grudniu 2013) – rumuńska wioślarka, srebrna medalistka olimpijska i trzykrotna medalistka mistrzostw świata.

## Kariera
Wystąpiła na igrzyskach olimpijskich w Los Angeles w 1984, gdzie osada Rumunii w składzie: Doina Șnep-Bălan, Mărioara Trașcă, Aurora Pleșca, Aneta Mihaly, Adriana Bazon, Mihaela Armășescu, Camelia Diaconescu, Lucia Sauca i Viorica Ioja zdobyła srebrny medal w ósemkach. W finale o 1,07 sekundy przegrały z osadą USA, a o 2,05 sekundy wyprzedziły Holenderki. Był to jej jedyny start olimpijski.
W ósemkach zdobyła też złoty medal na mistrzostwach świata w Kopenhadze (1987) oraz brązowy na mistrzostwach świata w Hazewinkel (1985). Zwyciężała także w czwórkach ze sternikiem na mistrzostwach świata w Nottingham (1986). 